# Аренга цейлонська

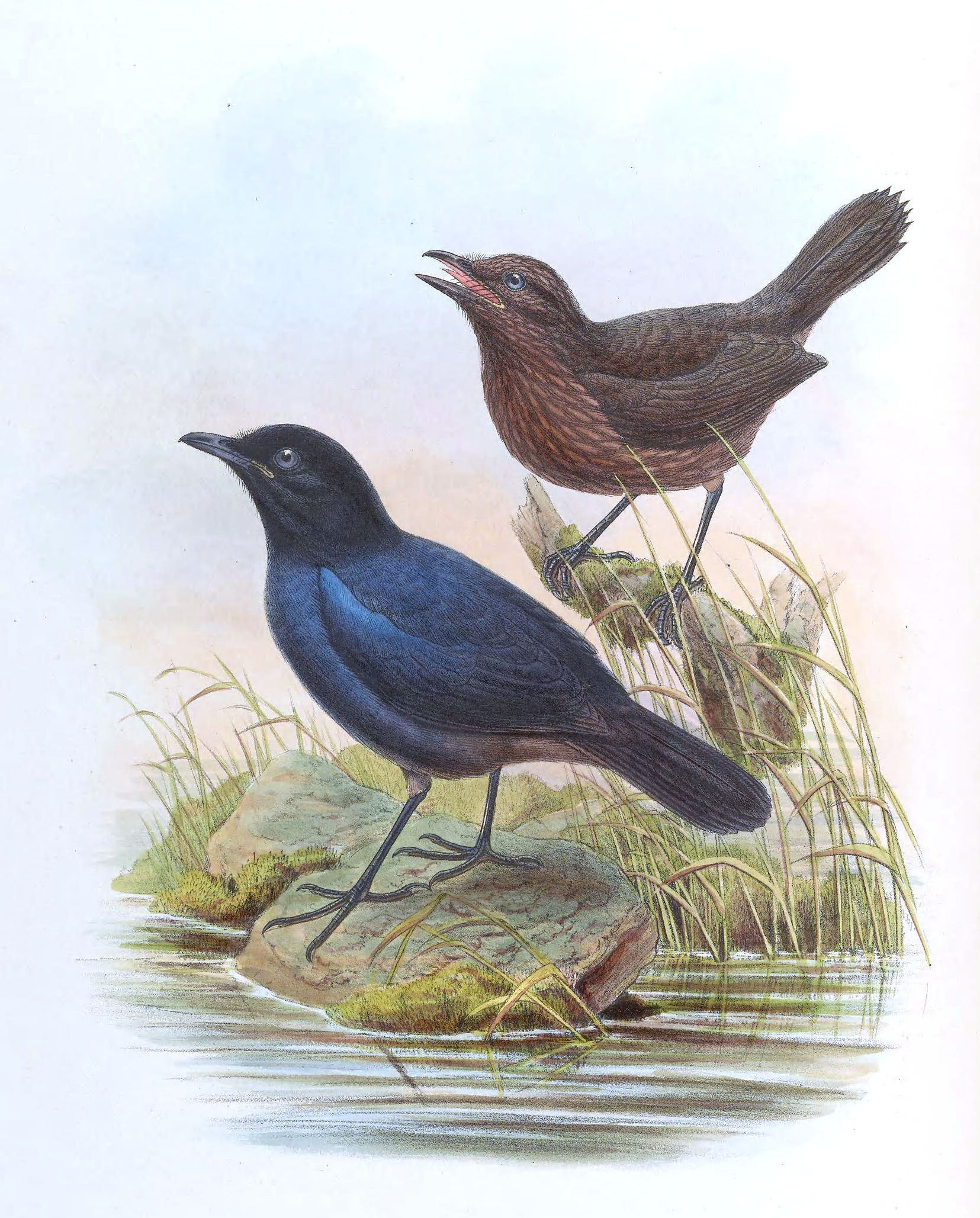
Цейлонські аренги

Аре́нга цейлонська (Myophonus blighi) — вид горобцеподібних птахів родини мухоловкових (Muscicapidae). Ендемік Шрі-Ланки.

## Опис
Довжина птаха становить 20 см. Виду притаманний статевий диморфізм. Самці мають темно-синє забарвлення, голова і спина тьмяніші. На плечах і на обличчі яскраві металево-блискучі сині плямки. Забарвлення самиць переважно коричневе, горло і груди рудуваті, на плечах блискучі сині плямки.

## Поширення і екологія
Цейлонські аренги є ендеміками нагір'я Центральної Шрі-Ланки. Вони живуть у вологих гірських тропічних лісах, поблизу річок і струмків, часто в ущелинах і каньйонах. Зустрічаються на висоті понад 900 м над рівнем моря.

## Поведінка
Цейлонські аренги живляться безхребетними, дрібними хребетними і ягодами. Сезон розмноження триває з січня по травень, іноді також у вересні. Чашоподібне гніздо розміщується в розщелинах скель або дерев поблизу зі струмками і водоспадами, в кладці 1-2 яйця.

## Збереження
МСОП класифікує цей вид як такий, що знаходиться під загрозою зникнення. За оцінками дослідників, популяція цейлонських аренг становить від 600 до 1700 птахів. Їм загрожує знищення природного середовища.